# Sant Miquel de la Sentiu de Sió
Sant Miquel de la Sentiu de Sió és una església neoclàssica de la Sentiu de Sió (Noguera) inclosa a l'Inventari del Patrimoni Arquitectònic de Catalunya. L'església parroquial de la Sentiu de Sió, dedicada a Sant Miquel, està ubicada al cim del turó que ocupa el nucli antic del poble. Anteriorment, en el mateix lloc s'hi alçava el castell d'origen islàmic conquerit a finals del segle xi (núm. 1754).

## Descripció
Es tracta d'un edifici construït entre finals del segle xviii i inicis del segle xix en un estil neoclàssic amb alguns elements barroquitzants. Es tracta d'una església orientada d'est a oest, d'una sola nau amb capelles laterals, amb la capçalera recta i un campanar de torre a la banda esquerra de la façana principal, a ponent. Està feta amb aparell regular de carreus ben escairats de gres lligats amb morter de calç, carreus ben polits a la façana d'accés i combinats amb carreuons simplement desbastats a les façanes laterals. A la façana de llevant i a l'angle sud-est de l'edifici hi te adossats dos immobles, però a la cara de ponent s'obre la plaça de l'Església, lliure d'edificacions de manera que constitueix una talaia natural sobre la vall del riu Sió. A l'extrem oest de la plaça, enfront de la portalada d'accés a l'església, comença el carrer de l'Església, de fort pendent salvat amb esglaons a la part baixa, a tocar de la plaça Major. D'aquesta manera, la façana principal de l'església encimbellada és visible des de la plaça Major, vuitanta metres enllà.

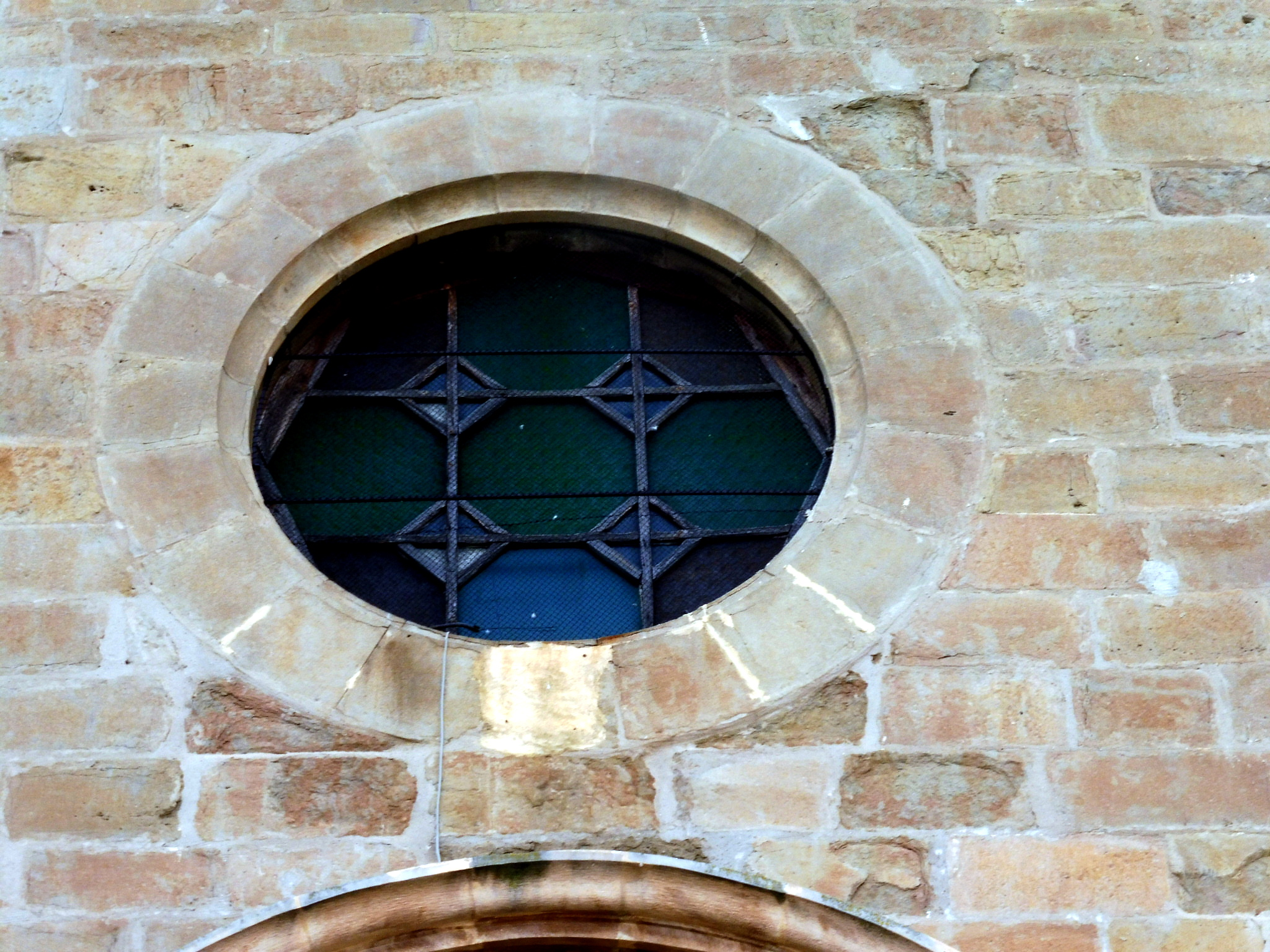
Detall de l'ocul de la façana

La façana principal té la portalada, d'arc rebaixat motllurat i emmarcada entre dues pilastres llises que sostenen un frontó de perfils curvilinis barroquitzant. En el timpà hi ha una fornícula amb una imatge de sant Miquel. A sobre de la porta hi ha un rosetó de dovelles llises amb una senzilla motllura còncava. La façana es remata amb un frontó clàssic, en el timpà del qual s'obre un senzill òcul. A la banda esquerra de la façana s'eleva el campanar de torre, de planta de base quadrada xamfranada i amb una cornisa motllurada que separa el pis inferior del pis superior, més estret que el gruix de la torre i rematat amb una teulada piramidal. El campanar té quatre obertures d'arc de mig punt a cada pis, si bé l'obertura de llevant del pis inferior es troba tapiada i el seu lloc l'ocupa un rellotge.
La teulada de la nau és a doble vessant, amb el carener longitudinal i els ràfecs disposats en tres nivells de maó i teula.
La capçalera és rectangular, amb una única obertura d'arc rebaixat a la part superior del capcer. A la façana nord hi ha un tram de mur amb tres finestres que correspon a les restes de l'antic castell.
L'interior està caracteritzat per una cúpula al centre sostinguda sobre petxines que recolzen sobre pilars, i capelles als laterals.

## Història
La primera església parroquial de la Sentiu, d'estil romànic, apareix documentada a la segona meitat del segle xii en una carta del papa Alexandre III del 1165 en què resolia a favor del prior Guillem de la Seu d'Urgell una disputa entre aquest i l'ardiaca Arnau per les primícies de l'ecclesie de Sentiz.
Posteriorment, aquella església de Sancti Michaelis figura mencionada en la relació de la dècima recaptada en la diòcesi d'Urgell dels anys 1279 i 1391.
Al segle xvi el castell de la Sentiu era el centre de la jurisdicció senyorial de la baronia de la Sentiu. Aleshores pertanyia als Meià, dels quals passà als Gilabert, d'origen lleidatà, i després als Lanuza i als Rabassa de Perellós, marquesos de Dosaigües.
En el cadastre de 1716 es referenciava que el castell estava derruït i l'església (dins del recinte castral) en un estat de conservació molt lamentable. El poble de la Sentiu feu una petició a la Reial Audiència per demanar la construcció d'una nova església, petició que fou atesa a finals del segle xviii. El 22 de juny de 1796 se signà un acord entre el Comú de poble i els seus consenyors jurisdiccionals per tal de cedir la torre quasi derruïda de l'antic castell amb tot l'espai que ocupava i procedir a la reedificació de l'església parroquial. La construcció va ser gestionada per una junta local, anomenada Junta de la Fàbrica de la Parroquial Església, sota la direcció de l'arquitecte Josep Agustoni i amb la participació de Joseph Tarragó, mestre d'obres de Lleida.